# نصیرپور، پاکستان
نصیرپور (به انگلیسی: Nasirpur) یک منطقهٔ مسکونی در پاکستان است که در ایالت سند واقع شده‌است. نصیرپور ۴۲ متر بالاتر از سطح دریا واقع شده‌است.